# Il sepolcro dei re
Il sepolcro dei re è un film del 1960, diretto da Fernando Cerchio.